# Rosette (Wein)

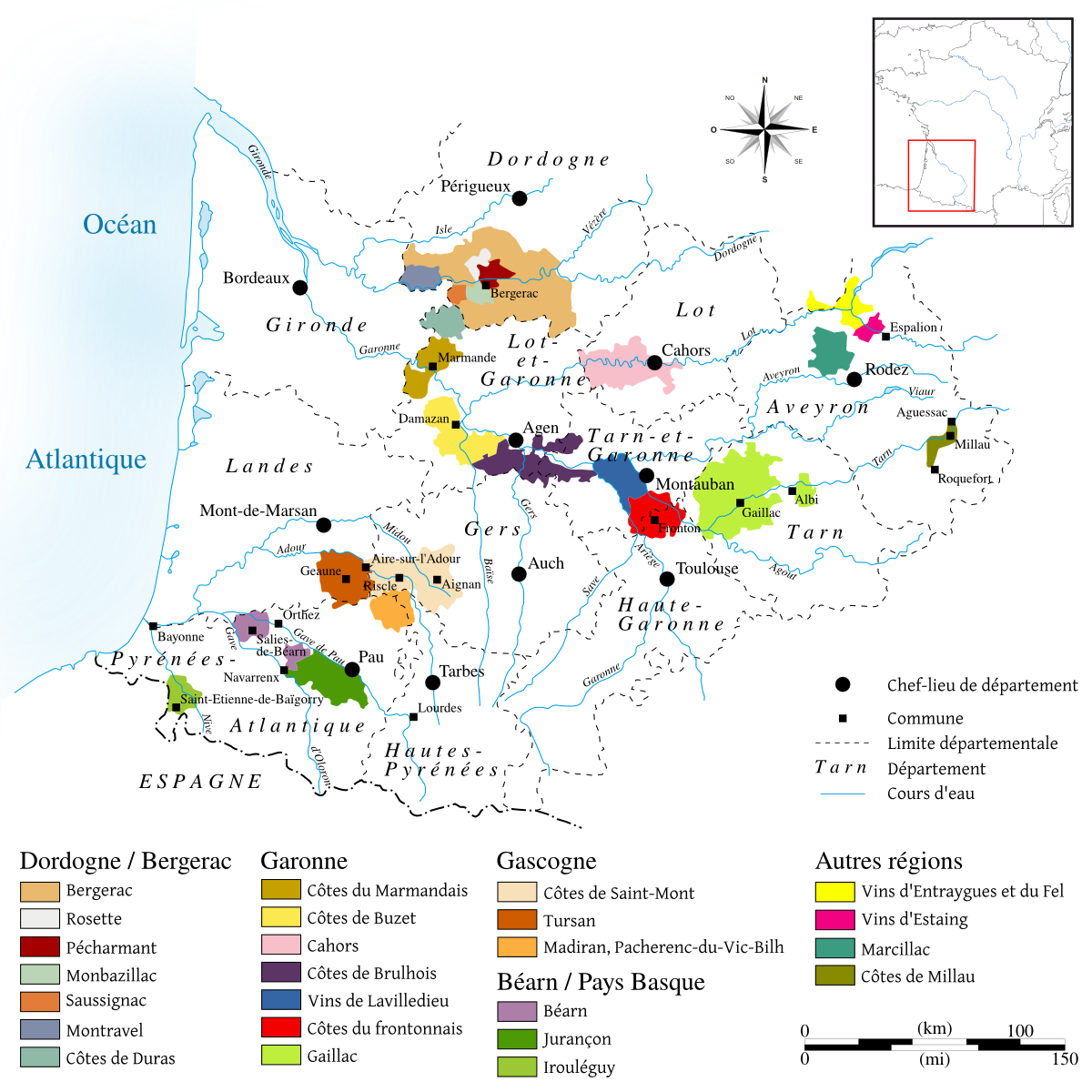
Die Weinanbauregion Sud-Ouest

Das Weinbaugebiet Rosette ist Teil des größeren Anbaugebietes Bergerac in der Weinbauregion Sud-Ouest in Südwest-Frankreich. Nördlich der Stadt Bergerac liegt eine amphitheater-artig ausgebildete Hügelkette, deren Rotweine unter dem Namen Pécharmant und deren süße Weißweine unter dem Appellationsnamen Rosette vermarktet werden. Das Gebiet erhielt bereits am 12. März 1946 den Status einer Appellation d’Origine Contrôlée (kurz AOC), ist aber dennoch nahezu unbekannt. Im Jahr 2002 wurden lediglich 649 hl Wein unter diesem Namen vermarktet.
Das theoretisch ca. 125 Hektar große Gebiet liegt innerhalb der Gemeinden Bergerac, Lembras, Creysse, Eyraud-Crempse-Maurens, Prigonrieux und Ginestet verteilt. Aufgrund der Ausbreitung der Stadt Bergerac gehen immer mehr Rebflächen verloren.
Der Name Rosette ist in Frankreich sowie international kaum bekannt. Der süße Wein des Anbaugebietes wird zumeist unter dem Namen Côtes-de-Bergerac Moelleux vermarktet. Im Jahr 1981 wurde überhaupt kein Rosette produziert, und in den darauffolgenden Jahren erhob nur ein einziger Winzer Anspruch auf diese Appellation. Die Produzenten lassen sich noch immer an einer Hand abzählen. Die strohgelben Weine haben ein fruchtiges und blumiges Bouquet. Sie sollten eher jung getrunken werden.
Der süße Weißwein wird im Wesentlichen aus der Rebsorte Sémillon, zum Teil unter Beimischung von Muscadelle gewonnen. Sauvignon Blanc ist ebenfalls zugelassen, wird aber kaum verwendet, da er den typischen Charakter des Rosette verfälschen würde. Im Gegensatz zum Monbazillac wird er in der Regel nicht aus edelfaulen Beeren gewonnen. Der Wein verfügt über mindestens 11 Volumenprozent sowie über 8 – 54 gr Restzuckergehalt / Liter Wein nach der Gärung. Die Erntebeschränkung liegt bei 40 Hektoliter / Hektar.

## Klima und Boden
Die Region von Bergerac unterliegt einem starken ozeanischen Einfluss mit milden Wintern. Besonders starke Niederschläge fallen im Frühjahr und Spätherbst. Die Sommer sind dagegen zumeist heiß und trocken. Das Wetter ist oft bis in den November hinein stabil. Im Tal der Dordogne bildet sich häufig Nebel, der die Bildung von Edelfäule begünstigt.
Auf dem orographisch rechten Ufer der Dordogne besteht der Boden nördlich der Stadt Bergerac aus Sedimenten, die den Sockel aus Kalkstein der Kreidezeit überlagern. Diese mageren und durchlässigen Kiessandböden kommen im Wesentlichen roten Rebsorten entgegen. Die Weinberge liegen auf lehmig-sandigen, von Kies durchsetzten Hügeln. Den Untergrund bildet zu Mergel verwitterter Kalkstein. Er ist stark eisenhaltig, was dem Wein in der Jugend ein charakteristisches rustikales Aroma verleiht. Die nach Süden ausgerichteten Hänge besitzen ein besonders günstiges Mikroklima.
|                       | Jan | Feb  | Mär  | Apr  | Mai  | Jun  | Jul  | Aug  | Sep  | Okt  | Nov  | Dez  |   |      |
| Mittl. Tagesmax. (°C) | 9,3 | 11,3 | 14,3 | 16,7 | 20,8 | 24,1 | 27,1 | 27,1 | 23,8 | 18,8 | 12,8 | 10,1 | ⌀ | 18,1 |
| Mittl. Tagesmin. (°C) | 1,3 | 1,8  | 3    | 5,1  | 9,1  | 12,1 | 14,1 | 13,6 | 10,8 | 8,1  | 4,0  | 2,2  | ⌀ | 7,1  |
|                       |     |      |      |      |      |      |      |      |      |      |      |      |   |      |
| Niederschlag (mm)     | 52  | 63   | 42   | 80   | 68   | 73   | 53   | 66   | 79   | 71   | 80   | 82   | Σ | 809  |

| 1,3 |

| 1,8 |

| 3 |

| 5,1 |

| 9,1 |

| 12,1 |

| 14,1 |

| 13,6 |

| 10,8 |

| 8,1 |

| 4,0 |

| 2,2 |

| 1,3 |

| 1,8 |

| 3 |

| 5,1 |

| 9,1 |

| 12,1 |

| 14,1 |

| 13,6 |

| 10,8 |

| 8,1 |

| 4,0 |

| 2,2 |

| N i e d e r s c h l a g | 52  | 63  | 42  | 80  | 68  | 73  | 53  | 66  | 79  | 71  | 80  | 82  |
|                         | Jan | Feb | Mär | Apr | Mai | Jun | Jul | Aug | Sep | Okt | Nov | Dez |